# 并：控制
《并：控制》，是臺灣導演李惠仁和呂培苓共同製作的紀錄片，以中華人民共和國對言論的管控為題材。標題「并」字是將「共」字顛倒而成，意為「反共」。

## 製作
2017年，李惠仁在群眾募資網站flyingV上，進行紀錄片的經費募資。預計集資新台幣150萬元，公開播映後將該部紀錄片的版權公開，讓民眾在網路上免費觀看。

## 發行
2018年3月1日，公視於YouTube發布該紀錄片。

## 奬項
| 頒獎典禮         | 獎項               | 名字         | 結果 |
| 2018年台北電影節 | 最佳紀錄片         | 《并：控制》 | 提名 |
| 第53屆金鐘獎     | 非戲劇類節目導演獎 | 李惠仁       | 提名 |

## 外部連結
- YouTube上的《并：控制》正版全片
- 開眼電影網上《并：控制》的資料（繁體中文）